# Сидоний Аполлинарий
Сидо́ний Аполлина́рий (полное имя — Гай Со́ллий Моде́ст (?) Аполлина́рий Сидо́ний; лат. Gaius Sollius Modestus (?) Apollinaris Sidonius; около 430, Лугдун — около 486, Арверны) — галло-римский писатель, поэт, дипломат, епископ Клермона (471 — около 486).

## Биография

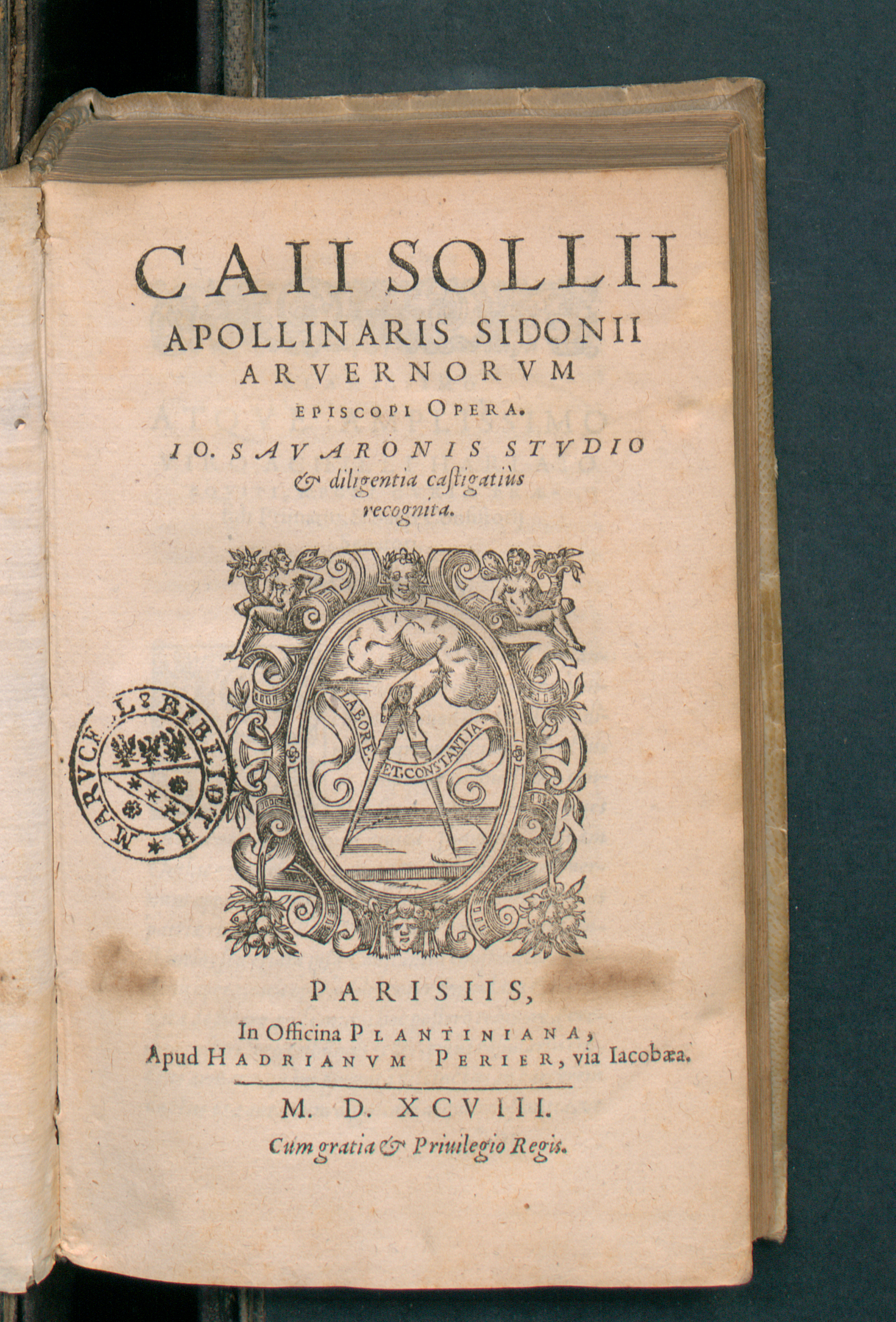
Opera, 1598

Родился в ноябрьские ноны (5 ноября) около 430 года в богатой и знатной семье в галльском Лугдуне, где его отец и дед были префектами претория (praefectus praetorio). Как и многие люди его круга, получил прекрасное образование и уже в молодости прославился красноречием и стихами.
В 449 году, по его собственному сообщению, он вместе с отцом присутствовал на празднествах, организованных в Арле в честь вступления в должность консулов Астера и Протогена.
В 452 году Сидоний женился на дочери будущего императора Авита, которого позднее сопровождал в Рим, и которому посвятил свой первый панегирик.
После свержения и бегства Авита, он вернулся в Лугдун, где в 457 году был взят в плен новым императором Майорианом. В силу его известности, тот обращался с ним уважительно и вскоре освободил, чем в свою очередь заслужил панегирик, за который сам Сидоний был награждён бронзовой статуей на Форуме и титулом комита.
В 467 году император Прокопий Антемий включил его в число патрициев и назначил префектом Рима. Однако приблизительно в 470 году Сидоний покинул этот пост из-за привлечения одного из близких ему людей к суду по обвинению в государственной измене.
Вернувшись в Галлию, он долгое время боролся со злоупотреблениями Сероната, высокопоставленного и коррумпированного чиновника, а около 471—472 годов, скорее по политическим, чем религиозным причинам, был назначен епископом в Арвернах (современный Клермон-Ферран).
В 475 году вестготы взяли город, и Сидоний, принимавший активное участие в обороне, вновь ненадолго оказался в тюрьме, однако был освобожден благодаря ходатайству своего друга Льва Нарбонского, одного из приближённых короля Эйриха; вскоре он был восстановлен в правах и оставался епископом вплоть до своей смерти.
Произведения Сидония Аполлинария, в особенности письма, являются ценным источником по истории завоевания Галлии вестготами. Его переписка — одна из четырех галло-римских переписок, дошедших до нас от этого времени — при известной высокопарности стиля в значительной мере проливает свет на культурный и общественный климат последних лет Западной империи.

## Произведения
- «Carmina» (лат. «Стихи» или «Песни») (469) — сборник из 24 поэм, в том числе знаменитые панегирики (поэма 2 посвящена императору Антемию, поэма 5 — Майориану, поэма 7 — Авиту)
- «Письма» (epistulae). Всего — 146. Книга I (469 г.). Книги II—IV (477 г.). Книги V—VIII (470 г.). Книга IX (482 г.)

## Переводы
- В «The Loeb classical library» издан в 2 томах: Vol. I (поэмы и кн. I—II «Писем»)
- «Письма» Сидония в английском переводе в 2 томах (1915): Vol. I; Vol. II.
- В серии «Collection Budé» сочинения изданы в 3 томах.

Русские переводы:
- Поздняя латинская поэзия. М., 1982. С. 543—571.
- Памятники средневековой латинской литературы IV—VII вв. М.: Наследие. 1998. С. 292—307.
- Сидоний Аполлинарий. Письма / Пер. Н. Н. Трухиной. // История Древнего Рима. Тексты и документы: Учебное пособие. Ч. 1. М., 2004. С. 393—400.